# 44,100Hz
디지털 오디오에서는 44,100Hz(44.1kHz로도 표시됨)가 일반적인 샘플링 주파수이다. 아날로그 오디오는 초당 44,100번 샘플링하여 녹음되는 경우가 많으며, 이러한 샘플은 재생할 때 오디오 신호를 재구성하는 데 사용된다.
44.1kHz 오디오 샘플링 속도는 1979년 소니에서 사용했던 CD(콤팩트 디스크) 형식으로 인해 널리 사용되었다.

## 역사

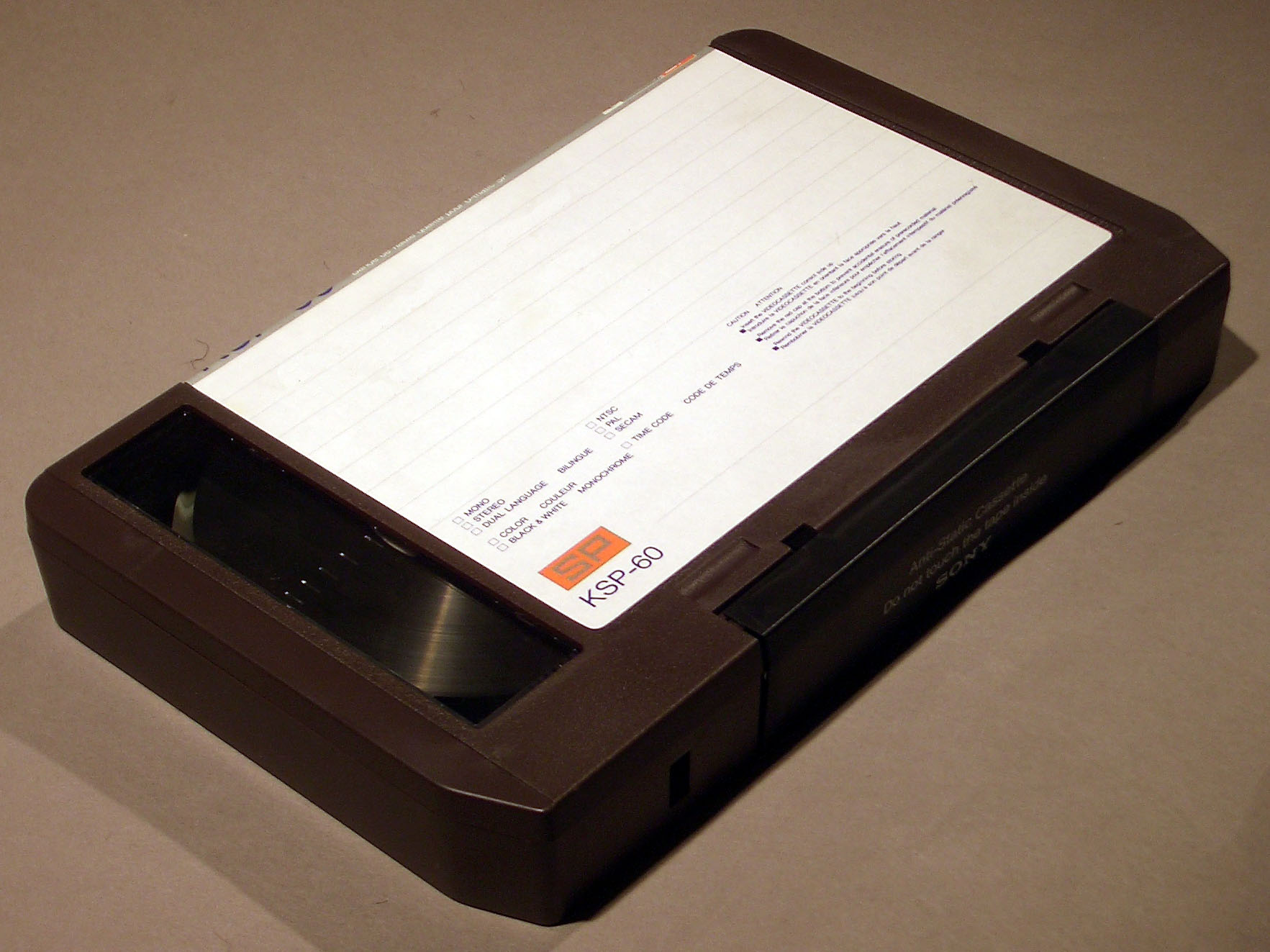
초기 디지털 오디오는 U-matic 비디오 카세트 테이프에 녹음되었다.

44.1kHz 샘플링 속도는 1970년대 후반 비디오 카세트에 디지털 오디오를 녹음하는 PCM 어댑터에서 시작되었다. 특히 1979년에 출시된 소니 PCM-1600은 이 시리즈의 후속 모델에서 계속 사용되었다. 이는 이후 1980년 레드북 표준에서 정의된 CD-DA(콤팩트 디스크 디지털 오디오)의 기초가 되었다.:sec. 2.6 1990년대 DVD 등 표준, 2000년대 HDMI 등 표준에서 옵션으로 계속 사용됐다. 이 샘플링 주파수는 원래 CD에서 추출한 자료로 생성된 MP3 및 기타 소비자 오디오 파일 형식에 일반적으로 사용된다.